# Casa natal do marechal Deodoro da Fonseca
A Casa natal do Marechal Deodoro da Fonseca, também conhecida como Casa do Marechal Deodoro da Fonseca, é uma construção histórica do século XVII, na cidade de Marechal Deodoro, em Alagoas. A edificação foi o local de nascimento, no dia 5 de agosto de 1827, do Marechal Deodoro da Fonseca, responsável pela Proclamação da República no Brasil e primeiro presidente brasileiro.

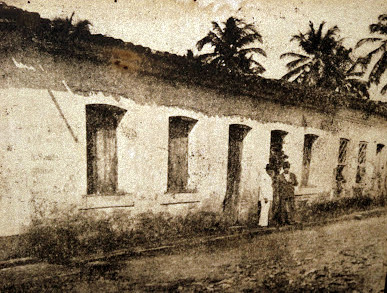
Fotografia da casa onde nasceu Deodoro da Fonseca, em torno do ano de 1900.

A casa é tombada pelo Instituto do Patrimônio Histórico e Artístico Nacional, o IPHAN. Atualmente, abriga o Museu Marechal Deodoro da Fonseca com peças e objetos que pertenceram ao marechal. Localiza-se na Rua Marechal Deodoro, 92.

## Arquitetura
Com apenas um andar térreo, a casa exibe os típicos beirais de telha em biqueira e telhas duplas. A frente leva uma porta central e quatro janelas, que foram as características originais mantidas após a reconstrução do local. Já a parte de dentro recebeu um novo desenhar dos cômodos, com um corredor, que viria a acomodar o acervo do museu.

## Tombamento
A casa onde nasceu Marechal Deodoro foi tombada pelo IPHAN. O número do processo é 0741-T-64. A inscrição encontra-se no Livro Histórico, com o número 376-A, realizada no dia 25 de agosto de 1964. Antes do tombamento, o local estava em ruínas e restava apenas a fachada, com a porta e quatro janelas, com beirais de beira-saveira. Após o realização do tombo, já em 1983, a casa foi reconstruída.